# Tbilisis rådhus

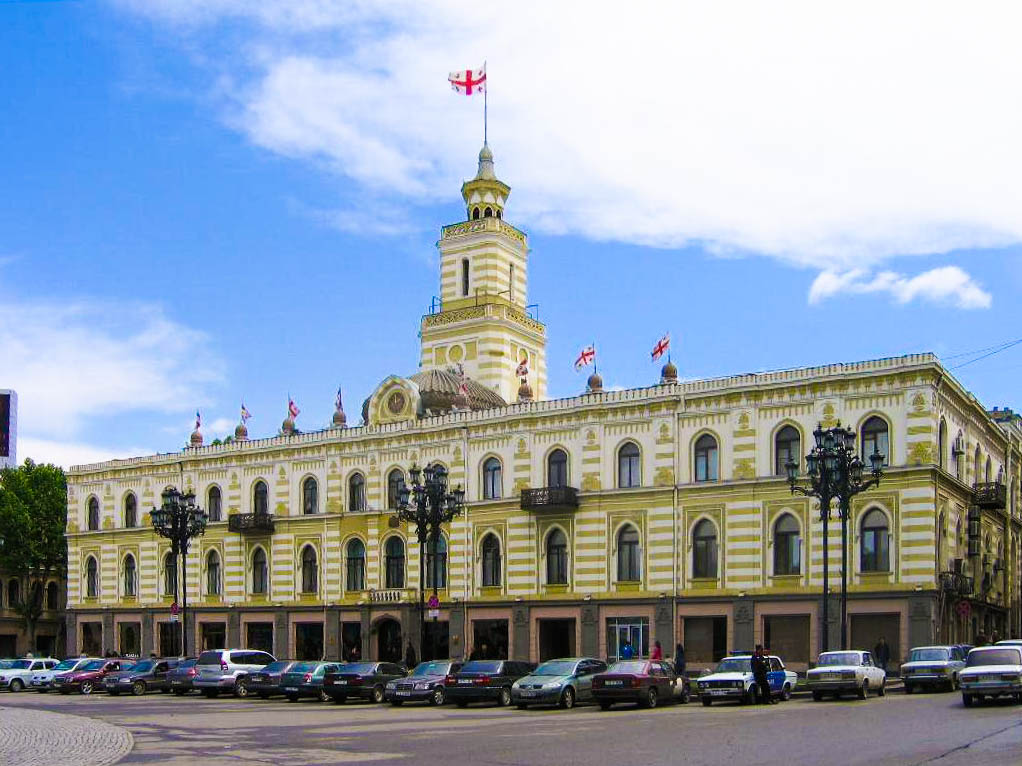
Tbilisis rådhus

Tbilisis rådhus (georgiska: თბილისის მერია, Tbilisis meria) är en klocktornsbyggnad belägen i det södra hörnet av frihetstorget (Tavisuplebis moedani) i Georgiens huvudstad Tbilisi. I huset finns borgmästarens kontor och stadsförsamlingen (sakrebulo). 

## Historia
Byggnaden konstruerades under det tsarryska styret på 1830-talet, men själva byggnaden har byggts om flera gånger och ändrat utseende med tiden. Fram till 1879 fungerade byggnaden som chefspolismästarens kanslihus och polisinrättningen. 1878 hölls en tävling för att bygga om byggnaden till ett rådhus (Gorodskoy Dom). Tävlingen vanns av arkitekten Paul Sterns projekt. 1910 byggdes ett klocktorn till byggnaden och huset byggdes ut ytterligare år 1912. 